# MLB All-Star Game 1946
MLB All-Star Game 1946 – 13. Mecz Gwiazd ligi MLB, który rozegrano 9 lipca 1946 roku na stadionie Fenway Park w Bostonie. Mecz zakończył się zwycięstwem American League All-Stars 12–0. Spotkanie obejrzało 34 906 widzów.

## Wyjściowe składy
| National League | National League  | National League | National League | American League | American League | American League | American League |
| #               | Zawodnik         | Klub            | Pozycja         | #               | Zawodnik        | Klub            | Pozycja         |
| --------------- | ---------------- | --------------- | --------------- | --------------- | --------------- | --------------- | --------------- |
| 1               | Red Schoendienst | Cardinals       | 2B              | 1               | Dom DiMaggio    | Red Sox         | CF              |
| 2               | Stan Musial      | Cardinals       | LF              | 2               | Johnny Pesky    | Red Sox         | SS              |
| 3               | Johnny Hopp      | Braves          | CF              | 3               | Ted Williams    | Red Sox         | LF              |
| 4               | Dixie Walker     | Dodgers         | RF              | 4               | Charlie Keller  | Yankees         | RF              |
| 5               | Whitey Kurowski  | Cardinals       | 3B              | 5               | Bobby Doerr     | Red Sox         | 2B              |
| 6               | Johnny Mize      | Giants          | 1B              | 6               | Mickey Vernon   | Senators        | 1B              |
| 7               | Walker Cooper    | Giants          | C               | 7               | Ken Keltner     | Indians         | 3B              |
| 8               | Marty Marion     | Cardinals       | SS              | 8               | Frankie Hayes   | Indians         | C               |
| 9               | Claude Passeau   | Cubs            | P               | 9               | Bob Feller      | Indians         | P               |

| National League | 0 | 0 | 0 | 0 | 0 | 0 | 0 | 0 | 0 | 0  | 3  | 0 |
| American League | 2 | 0 | 0 | 1 | 3 | 0 | 2 | 4 | X | 12 | 14 | 1 |
| WP: Bob Feller (1–0) LP: Claude Passeau (0–1) SV: Jack Kramer (1) Home runy: AL: Charlie Keller (1) Ted Williams (2) |   |   |   |   |   |   |   |   |   |    |    |   |

## Składy
| Miotacze - Spud Chandler (3) - Bob Feller (5) - Dave Ferriss (2) - Mickey Harris (1) - Jack Kramer (2) - Hal Newhouser (4) Łapacze - Bill Dickey (11) - Frankie Hayes (6) - Buddy Rosar (3) |  | Wewnątrzpolowi - Bobby Doerr (5) - Joe Gordon (6) - Ken Keltner (6) - Johnny Pesky (1) - Vern Stephens (4) - Snuffy Stirnweiss (2) - Mickey Vernon (1) - Rudy York (6) Zapolowi - Sam Chapman (1) - Dom DiMaggio (3) - Joe DiMaggio (8) - Charlie Keller (4) - Stan Spence (3) - Ted Williams (3) |  | Menadżer - Steve O’Neill Trenerzy - Art Mills - Luke Sewell |

| Miotacze - Ewell Blackwell (1) - Mort Cooper (4) - Kirby Higbe (2) - Claude Passeau (6) - Howie Pollet (2) - Johnny Schmitz (1) - Rip Sewell (4) Łapacze - Walker Cooper (4) - Ray Lamanno (1) - Phil Masi (2) |  | Wewnątrzpolowi - Frankie Gustine (1) - Whitey Kurowski (4) - Marty Marion (4) - Frank McCormick (9) - Johnny Mize (6) - Emil Verban (2) - Eddie Miller (2) - Pee Wee Reese (2) Zapolowi - Phil Cavarretta (3) - Del Ennis (1) - Peanuts Lowrey (1) - Stan Musial (3) - Pete Reiser (3) - Enos Slaughter (3) - Dixie Walker (4) |  | Menadżer - Charlie Grimm Trenerzy - Billy Southworth - Bill McKechnie |

- W nawiasie podano liczbę powołań do All-Star Game.